# Veronika Zvařičová
Veronika Zvařičová (ur. 8 grudnia 1988 w Karniowie) – czeska biathlonistka, olimpijka, reprezentantka kraju w zawodach pucharu świata oraz na mistrzostwach świata. Mistrzyni świata juniorek w sztafecie.
Podczas mistrzostw świata w P'yŏngch'ang zdobyła swoje pierwsze punkty w klasyfikacji PŚ. Zajęła tam 22. miejsce w sprincie oraz 36. w biegu pościgowym.

## Osiągnięcia

### Mistrzostwa Świata
| 2009 P'yŏngch'ang (Korea Południowa) | 22. miejsce (SP), 36. miejsce (PU), 12. miejsce (RL) |

### Mistrzostwa świata juniorów
| 2008 Ruhpolding (Niemcy) | 12. miejsce (IN), 7. miejsce (SP), DNF (PU), 8. miejsce (RL)          |
| 2009 Canmore (Kanada)    | 12. miejsce (IN), 14. miejsce (SP), 14. miejsce (PU), 1. miejsce (RL) |

### Puchar Świata
| Sezon     | Miejsce |
| --------- | ------- |
| 2008/2009 | 79      |